# 教育、学習支援業
教育、学習支援業（きょういく、がくしゅうしえんぎょう）は、産業分類の一つで、教育及び学習支援に関連する産業のこと。

## 定義
日本標準産業分類では、以下のようになっている。
「学校教育を行う事業所、学校教育を除く組織的な教育活動を行う事業所、学校教育の補習教育を行う事業所及び教養、技能、技術などを教授する事業所が分類される。通信教育事業、学習塾、図書館、博物館、植物園などの事業所も本分類に含まれる」。

## 教育産業
教育産業という呼び方をされる場合、学校教育や学習塾などを指す場合が多い。

## 分類

### 学校教育
学校教育法第1条で規定される学校（一条校（幼稚園、小学校、中学校、高等学校、大学等）、および第124条の専修学校、第134条の各種学校が含まれる。各種学校に認定されている予備校、学校教育法による通信教育などもこの分類に含まれる。
- 公立、私立は問わない。
- 保育所は教育施設ではなく児童福祉施設なので、本分類には含まれない（「医療、福祉」に分類される）。
- 自動車教習所や学習塾などは、学校教育法の範囲内（専修学校、各種学校への認定）ならば「学校教育」、範囲外であれば「その他の教育、学習支援業」となる。

### その他の教育、学習支援業
学校教育以外のものが含まれる。社会教育に属する公民館や図書館、博物館、動物園、青年の家など、所属職員等の教育・研修を行う防衛大学校や警察大学校、気象大学校など、職業訓練施設に属する職業能力開発校や職業能力開発短期大学校、農業者大学校、航空大学校など、その他の施設（少年院など）のほか、各種学校の認定を受けていない学習塾、ピアノ教室、英会話教室、体操教室、スイミングスクールなども含まれる。

## 動向
産業の対象が低年齢層であることから、少子化の影響が懸念されている。
平成21年度大卒の3年目の離職率で、各産業中最も高い48.8%を記録している。